# Загурув
Загурув (пол. Zagórów) — місто Польщі, на річці Варта.

## Демографія
Демографічна структура станом на 31 березня 2011 року:
|          | Загалом | Допрацездатний вік | Працездатний вік | Постпрацездатний вік |
| -------- | ------- | ------------------ | ---------------- | -------------------- |
| Чоловіки | 1504    | 331                | 1034             | 139                  |
| Жінки    | 1543    | 268                | 971              | 304                  |
| Разом    | 3047    | 599                | 2005             | 443                  |